# Theodor Paleologu
Theodor Paleologu (n. 15 iulie 1973, București, România) este un eseist, profesor, diplomat și om politic român, președinte al Fundației Paleologu. Theodor Paleologu a fost deputat de București începând cu legislatura 2008–2012, fiind ales în 2008 din partea Partidului Democrat Liberal și în 2012 din partea Alianței România Dreaptă.
De asemenea, între 22 decembrie 2008 și 23 decembrie 2009, a fost ministru al culturii în primul guvern condus de Emil Boc. În 2014, a părăsit Partidul Democrat Liberal, alăturându-se Partidului Mișcarea Populară.
A fost ambasador al României în Danemarca și Islanda în perioada 2005–2008.
Fundația Paleologu, cunoscută și sub numele de Casa Paleologu, a fost fondată înianuarie 2013 de Theodor Paleologu și Ioana Prândurel. Aceasta este o organizație independentă care oferă studii și aprofundare în domeniul științelor umaniste. În „Povestea Casei Paleologu”, se menționează că Theodor Paleologu dorește ca organizația să contribuie la „cultivarea virtuții, prieteniei de dragul virtuții și a cunoașterii” în societatea românească.

## Tinerețea, studiile, cariera academică, avere, familie
Theodor Paleologu s-a născut pe 15 iulie 1973 la București, capitala Republicii Socialiste România, în familia scriitorului Alexandru Paleologu. A absolvit liceul german din orașul natal, după care a studiat la Sorbona și la École Normale Supérieure, în Franța. După studii liceale la Colegiul Henri IV din Paris (1992–1994), a fost stagiar la École Normale Supérieure din Paris (1996–2001); a obținut o diplomă de studii aprofundate în filosofie în 1998, la Universitatea Paris 1 Panthéon-Sorbonne. În 2001, a obținut doctoratul în științe politice la EHESS (École des Hautes Études en Sciences Sociales) și de la Universitatea Ludwig Maximilian din München.
A fost lector la Boston College în 1999 și 2000. A devenit apoi profesor asistent și director al școlii de vară la European College of Liberal Arts din Berlin (devenit ulterior Bard College Berlin). A fost post-doctoral fellow la Universitatea Notre-Dame, Institutul Erasmus (2001–2002) și la Universitatea Harvard (2002–2003), fiind și profesor invitat la Deep Springs College în Statele Unite ale Americii, între mai și iunie 2003.
În declarația sa de interese, Theodor Paleologu a declarat că posedă apartamente la București precum și terenuri în comunele Matca și Corod, amândouă din județul Galați. Theodor Paleologu a mai declarat că dispune de drepturi de autor de la editurile Polirom și Humanitas. A fost căsătorit cu Sara Nassif, de origine libaneză, cu care are un băiat.

## Cariera diplomatică și politică
Din 2005, a devenit ambasador al României la Copenhaga, și ulterior la Reykjavík, dar a renunțat la diplomație pentru a candida la alegerile legislative din 2008 din România din partea PD-L. În urma acestui scrutin, a devenit deputat de București în Parlamentul României și ministru al culturii în Guvernul Emil Boc.

Paleologu la Fundația Paleologu în aprilie 2012

Pe 3 februarie 2014, Paleologu a anunțat că a demisionat din PD-L pentru a se alătura Partidului Mișcarea Populară. În ianuarie 2013 a fondat Casa Paleologu, școală privată în cadrul căreia ține și găzduiește cursuri în domeniile umaniste.
La alegerile parlamentare din 2016 a candidat ca independent, dar nu a obținut mandatul având doar 8.278 voturi din 25.000 necesare. În 2019 a fost desemnat de către Partidul Mișcarea Populară drept candidat pentru Alegerile Prezidențiale, obținând 5,72 % din voturile exprimate în primul tur.

## Lucrări publicate

### Volume originale
- Despre conservatism, în volumul "Nostalgia Europei", coordonat de Cristian Bădiliță și Tudorel Urian (Ed. Polirom, Iași, 2003);
- Joseph de Maistre sau bunul simț ca paradox, postfață la antologia "Joseph de Maistre, Providență și istorie" (Ed. Anastasia, București, 1998).
- Sous l'oeil du Grand Inquisiteur– katékhon ou Antéchrist? Contribution à la théologie politique (Editions du cerf, Paris, Collection „Passages“).
- De la Karl Marx la stenograme (Ed. Curtea Veche, București, 2005).
- Era supărăcioșilor (Ed. Curtea Veche, București, 2009)
- Povestea Casei Paleologu (Ed. Fundației Paleologu, București, 2022).
- Leadership a la grecque de la Plutarh citire (Ed. Fundației Paleologu, București, 2023).
- Cum pregătim un discurs (Ed. Fundației Paleologu, București, 2023).
- Les pathologies du pouvoir – Pensees d’un convalescent (Ed. Les editions Ovadia, Paris, 2024).
- Patologiile puterii, Gândurile unui convalescent, Titlul original: Les pathologies du pouvoir, Pensées d'un convalescent, Colecții Filosofii Agora, Traducător Irinel Antoniu, Editura Trei, 2025, ISBN 978-606-40-2658-3

### Traduceri
- Carl Schmitt – Nehmen/Teilen/Weiden, în revista "Commentaire".